# Akrilnitril
Az akrilnitril (vagy akrilsavnitril, vinil-cianid) nitrogéntartalmú, telítetlen szerves vegyület. A legegyszerűbb telítetlen nitril: az akrilsav nitrilje. Normális körülmények között színtelen, szúrós szagú folyadék. Vízben rosszul oldódik, de számos szerves vegyülettel korlátlanul elegyedik. Mérgező hatású. A műanyagipar nagy mennyiségben használja poliakrilnitril előállítására.

## Kémiai tulajdonságai
Instabil, állás közben polimerizálódik. A polimerizáció egyes vegyületek, ún. stabilizátorok segítségével meggátolható.

## Előállítása
Korábban főként hidrogén-cianid és acetilén addíciós reakciójával állították elő.
{\displaystyle \mathrm {HC{\equiv }CH+HCN\rightarrow CH_{2}{=}CH{-}C{\equiv }N} }
Ma leginkább propilén és ammónia elegyéből nyerik. Oxigén hatására oxidációs folyamat megy végbe. A reakció 0,2-0,3 MPa nyomáson és katalizátor jelenlétében játszódik le. A katalizátor valamilyen hordozóra vitt bizmutsó.
{\displaystyle \mathrm {CH_{2}{=}CH{-}CH_{3}{\xrightarrow {O_{2},NH_{3}}}CH_{2}{=}CH{-}C{\equiv }N} }

## Felhasználása

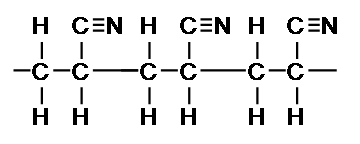
A poliakrilnitril szerkezete

Az akrilnitril gyakorlati jelentősége nagy. Főként a műanyagipar alkalmazza poliakrilnitril előállítására. A poliakrilnitril hosszú, fonalszerű molekula (láncmolekula), ami az akrilnitril polimerizációjakor keletkezik. Ezt a polimert főként műszálak gyártására használják. Mesterséges szálasanyagok készítéséhez az akrilnitrilt gyakran más vegyületekkel kopolimerizálják. Leggyakrabban poliakrilnitrilből állítják elő a szénszálakat is. A butadién és az akrilnitril kopolimerizációjával műkaucsukot állítanak elő. Ezen kívül az akrilnitrilt akrilsav és akrilamid gyártására is felhasználják. A poliakrilnitril szálasanyagoknak ("PAN szálaknak") nagy jelentősége van a textiliparban is, főleg felsőruházati szövetek, kötött kelmék gyártásában.